# Domingos Américo da Silva
Domingos Américo da Silva, primeiro e único barão de São Thiago (Cachoeira, 1812  —  Salvador, 28 de agosto de 1891), foi um fazendeiro brasileiro.
Filho do coronel Domingos Américo da Silva e de D. Ana Joaquina de São José Ribeiro Américo. Faleceu a 28 de agosto de 1891 em estado de solteiro na cidade do Salvador.
Proprietário de terras na Bahia, dono do Engenho São Domingos da Ponte, na baía do Iguape, da Fazenda São Tiago e de outros bens. Seu testamento com a discriminação dos legados que instituiu foi publicado no Jornal de Notícias, de 31 de agosto de 1891, na capital da Bahia.
Foi agraciado barão por decreto de 17 de maio de 1871.